# Arbeitsfrieden

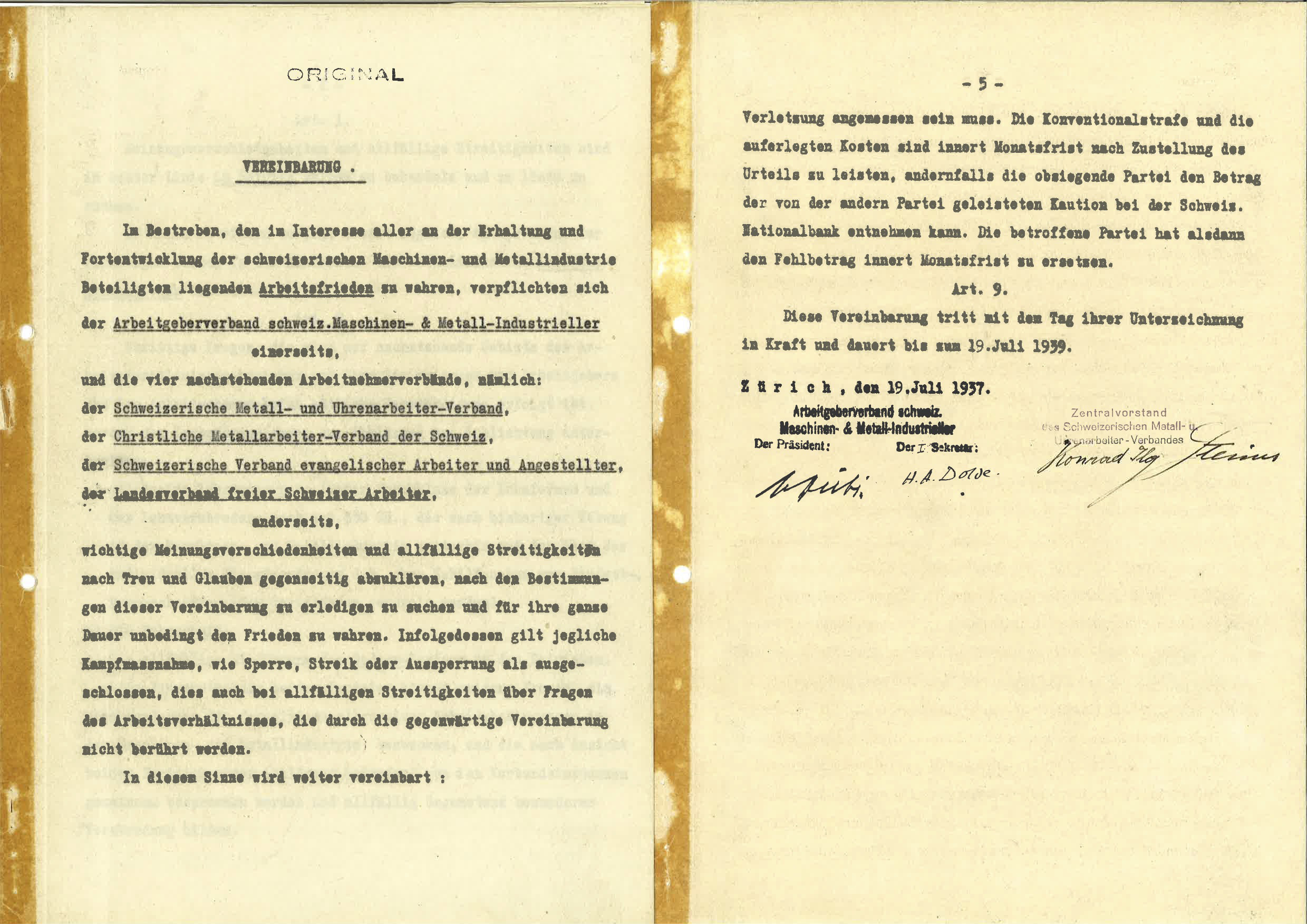
Friedensabkommen von 1937

Arbeitsfrieden ist ein arbeitsrechtlicher Begriff, dem in der Schweiz grosse Bedeutung zukommt. Er bedeutet, dass Konflikte zwischen Arbeitgeber- und Arbeitnehmerorganisationen nicht durch Kampfmassnahmen, sondern am Verhandlungstisch bereinigt werden.
Grundbedingung für einen funktionierenden Arbeitsfrieden sind anerkannte Interessenvertretungen auf beiden Seiten. Die getroffenen Vereinbarungen (z. B. GAVs) müssen für eine grosse Anzahl der betroffenen Unternehmen und Arbeitnehmer einer Branche oder Region verbindlich sein. Des Weiteren müssen von beiden Seiten akzeptierte Schlichtungsinstanzen und -verfahren vorhanden sein, um die Aufrechterhaltung des Arbeitsfriedens zu sichern.
Insbesondere in der Zeit der Vollbeschäftigung wurde der Arbeitsfrieden von vielen Wissenschaftlern und Politikern als wichtigste Grundlage für Wohlstand, soziale Sicherheit und politische Stabilität angesehen.

## Gesetzliche Grundlagen
Das Recht zu Streik und Aussperrung (die vorübergehende Freistellung von Arbeitnehmern von der Arbeitspflicht durch einen Arbeitgeber in einem Arbeitskampf ohne Fortzahlung des Arbeitslohnes) ist in der Bundesverfassung Art. 28 Abs. 3 festgehalten. Dabei müssen Arbeitsbeziehungen betroffen sein, und es dürfen keine Verpflichtungen entgegenstehen, den Arbeitsfrieden zu wahren oder Schlichtungsverhandlungen zu führen.
Die gesetzliche Grundlage für den Arbeitsfrieden bildet Art. 357a des Obligationenrechts. Er legt die Pflicht zum Arbeitsfrieden für alle im GAV geregelten Gegenstände fest und erlaubt Kampfmassnahmen nur für andere Gegenstände (relative Friedenspflicht). Die Friedenspflicht kann im GAV auf alle Gegenstände ausgeweitet werden (absolute Friedenspflicht); Kampfmassnahmen sind dann in jedem Fall verboten.
Besteht kein GAV, kann von den Konfliktparteien bei kollektiven Arbeitsstreitigkeiten die kantonale oder, wenn die Streitigkeiten mehr als einen Kanton betreffen, die eidgenössische Einigungsstelle des SECO angerufen werden. Nach Einsetzung der eidgenössischen Einigungsstelle gilt eine Friedenspflicht von 45 Tagen, die durch einstimmigen Beschluss der Einigungsstelle verlängert werden kann.

## Friedensabkommen
Als Durchbruch in den erstarrten Fronten des Klassenkampfes und Wegbereiter zur heute als selbstverständlich betrachteten Sozialpartnerschaft gilt das sogenannte Friedensabkommen von 1937. Am 19. Juli 1937 unterzeichneten in Zürich der Schweizerische Arbeitgeberverband und die Gewerkschaften (Ernst Dübi resp. Konrad Ilg) eine fünfseitige Vereinbarung für die Uhren- und Metallindustrie. Sie schloss die gegen Ende der 1920er Jahre aufkommende öffentliche Debatte über die Rolle der Beschäftigten in den schweizerischen Unternehmen wie auch die Arbeitskonflikte ab. Das Konkordanzprinzip galt von nun an auch für die Beziehungen zwischen den Sozialpartnern (Sozialpartnerschaft). Dieser Kollektivvertrag legte eine absolute Friedenspflicht und ein mehrstufiges Schiedsverfahren fest. Beide Seiten – der Arbeitgeberverband schweizerischer Maschinen- & Metall-Industrieller und der Schweizerische Metall- und Uhrenarbeiterverband, der Schweizerische Verband evangelischer Arbeiter und Angestellter (SVEA) und der Christliche Metallarbeiterverband der Schweiz (CMV) – verpflichteten sich dazu, ihre Probleme auf dem Weg von Verhandlungen zu lösen und auf Kampfmassnahmen zu verzichten. Weitere wichtige Regelungen sind das Verfahren zur Erledigung von Konflikten, die Lohnfindung und Ferienregelung sowie die Mitwirkung der Arbeitnehmenden. 1974 wurde das Abkommen zum vollständigen GAV.
Der Arbeits- und soziale Frieden gewann in der Schweiz nicht zuletzt vor dem Hintergrund der Weltwirtschaftskrise und des Zweiten Weltkrieges ein breites Ansehen. Die massgebenden Vereinbarungen in GAVs über Arbeitsbedingungen, Löhne und Arbeitszeit verbreiteten sich seit Kriegsende rasch und setzten nach einer Streikwelle von 1945 bis 1949 den Arbeitsfrieden fort.
Im Gegensatz etwa zur Bundesrepublik Deutschland werden in der Schweiz kaum Kampfmassnahmen ergriffen. Unternehmerverbände und Gewerkschaften verstehen ihr gegenseitiges Verhältnis als Sozialpartnerschaft und propagieren gemeinsam die Vorteile des Arbeitsfriedens. Kritiker kamen erst gegen Ende der 1960er Jahre auf, v. a. die Gewerkschaft Bau und Holz gewann an Einfluss. In den 1970er Jahren stieg die Streiktätigkeit vorübergehend an. Im Wesentlichen blieb jedoch der Arbeitsfrieden in der Praxis bis heute unbestritten. Seine Befürworter führen an, dass der soziale Frieden seit Jahrzehnten zum Wachstum des allgemeinen Wohlstandes beigetragen und die Schweiz zu einem idealen Wirtschaftsstandort gemacht hat.

## Film
- Gaudenz Meili (Buch und Regie): Treu und Glauben – 50 Jahre Friedensabkommen in der Maschinen- und Metallindustrie (1988). Videostreaming Condor-Film-AG, Zürich 1987.